# Pittsboro (Mississippi)
Pour les articles homonymes, voir Pittsboro.
La ville de Pittsboro est le siège du comté de Calhoun, situé dans l'État du Mississippi, aux États-Unis. Sa population s'élevait à 157 habitants lors du recensement de 2020.